# Лоуэлл (тауншип, Миннесота)
Лоуэлл (англ. Lowell) — тауншип в округе Полк, Миннесота, США. На 2000 год его население составило 183 человека.

## География
По данным Бюро переписи населения США площадь тауншипа составляет 89,6 км², из которых 89,6 км² занимает суша, водоёмов нет.

## Демография
По данным переписи населения 2000 года здесь находились 183 человека, 69 домохозяйств и 50 семей.  Плотность населения —  2,0 чел./км².  На территории тауншипа расположено 70 построек со средней плотностью 0,8 построек на один квадратный километр. Расовый состав населения: 91,80 % белых, 1,09 % коренных американцев, 6,56 % — других рас США и 0,55 % приходится на две или более других рас. Испанцы или латиноамериканцы любой расы составляли 8,20 % от популяции тауншипа.
Из 69 домохозяйств в 30,4 % воспитывались дети до 18 лет, в 66,7 % проживали супружеские пары, в 5,8 % проживали незамужние женщины и в 27,5 % домохозяйств проживали несемейные люди. 20,3 % домохозяйств состояли из одного человека, при том 8,7 % из — одиноких пожилых людей старше 65 лет. Средний размер домохозяйства — 2,65, а семьи — 3,12 человека.
29,0 % населения — младше 18 лет, 6,0 % — в возрасте от 18 до 24 лет, 26,8 % — от 25 до 44, 26,8 % — от 45 до 64, и 11,5 % — старше 65 лет. Средний возраст — 38 лет. На каждые 100 женщин приходилось 105,6 мужчин.  На каждые 100 женщин старше 18 приходилось 97,0 мужчин.
Средний годовой доход домохозяйства составлял 48 125 долларов, а средний годовой доход семьи —  53 750 долларов. Средний доход мужчин —  38 500  долларов, в то время как у женщин — 23 750. Доход на душу населения составил 17 146 долларов. За чертой бедности находились 8,5 % семей и 15,2 % всего населения тауншипа, из которых 15,1 % младше 18 лет.